# Montell Jordan
Montell Jordan (Los Ángeles, California, 3 de diciembre de 1968) es un cantante afroestadounidense de R&B, compositor de canciones y productor musical. Jordan fue el primer artista de R&B en firmar por el sello discográfico Def Jam, y se convirtió en el artista masculino principal de Def Soul hasta su abandono en 2003.

## Biografía
El primer sencillo de Jordan fue "This is How We Do It", lanzado en 1995, convirtiéndose en #1 en el Billboard Hot 100 y definiendo el estilo musical hip hop soul. Este sencillo y su sucesor "Somethin' 4 Da Honeyz", mostraron fuertes influencias del hip hop. Futuros éxitos como "Let's Ride" con Master P en 1998 y "Get It on Tonite" en 1999 llegarían.
Jordan dejó Def Soul en 2003 y grabó el álbum Life After Def en Koch Records.
Además de crearse su propio material, Jordan ha escrito y producido para numerosos artistas como Christina Milian, 98 Degrees, Deborah Cox ("Nobody's Supposed to Be Here", 1998) y Sisqó (el sencillo #1 "Incomplete", 2000).
Durante el 2010, dejó el mundo de la música y se convirtió en pastor.

## Trivia
- Jordan es cristiano.
- Se graduó en la Pepperdine University de California, donde se licenció en comunicación.
- Es miembro de Kappa Alpha Psi Fraternity, Inc.
- Hizo un cameo en la película The Fighting Temptations.

## Discografía

### Álbumes de estudio
En Def Soul
- 1995: This is How We Do It
- 1996: More...
- 1998: Let's Ride
- 1999: Get It On...Tonite
- 2002: Montell Jordan

En Koch
- 2003: Life After Def

En Native
- 2008: Let It Rain

### Sencillos
- 1995: "This is How We Do It" (US #1)
- 1995: "Somethin' 4 Da Honeyz" (US #21)
- 1995: "Daddy's Home"
- 1996: "Falling" (con Flesh-N-Bone) (US #18)
- 1996: "I Like" (US #28)
- 1997: "What's on Tonight" (US #21)
- 1998: "I Can Do That" (US #14)
- 1998: "Let's Ride" (con Master P) (US #2)
- 1999: "Get It on Tonite" (remix con LL Cool J) (US #4, UK #15)
- 2000: "Once Upon a Time"
- 2001: "You Must Have Been"
- 2003: "Supa Star"
- 2008: "Me and U"
- 2008: "Not No More"
- 2013: "You Are"
- 2015: "The Party (This Is How We Do It)" (con Joe Stone)

## Premios y nominaciones

### 1995
- 1995 MTV Video Music Award - Nominado al 'Mejor Video de Dance' (por "This Is How We Do It") y 'Mejor Video de R&B' (por "This Is How We Do It").
- 1995 Grammy - Nominado al 'Mejor Actuación Vocal de R&B Masculino' (por "This Is How We Do It").